# Annemarie

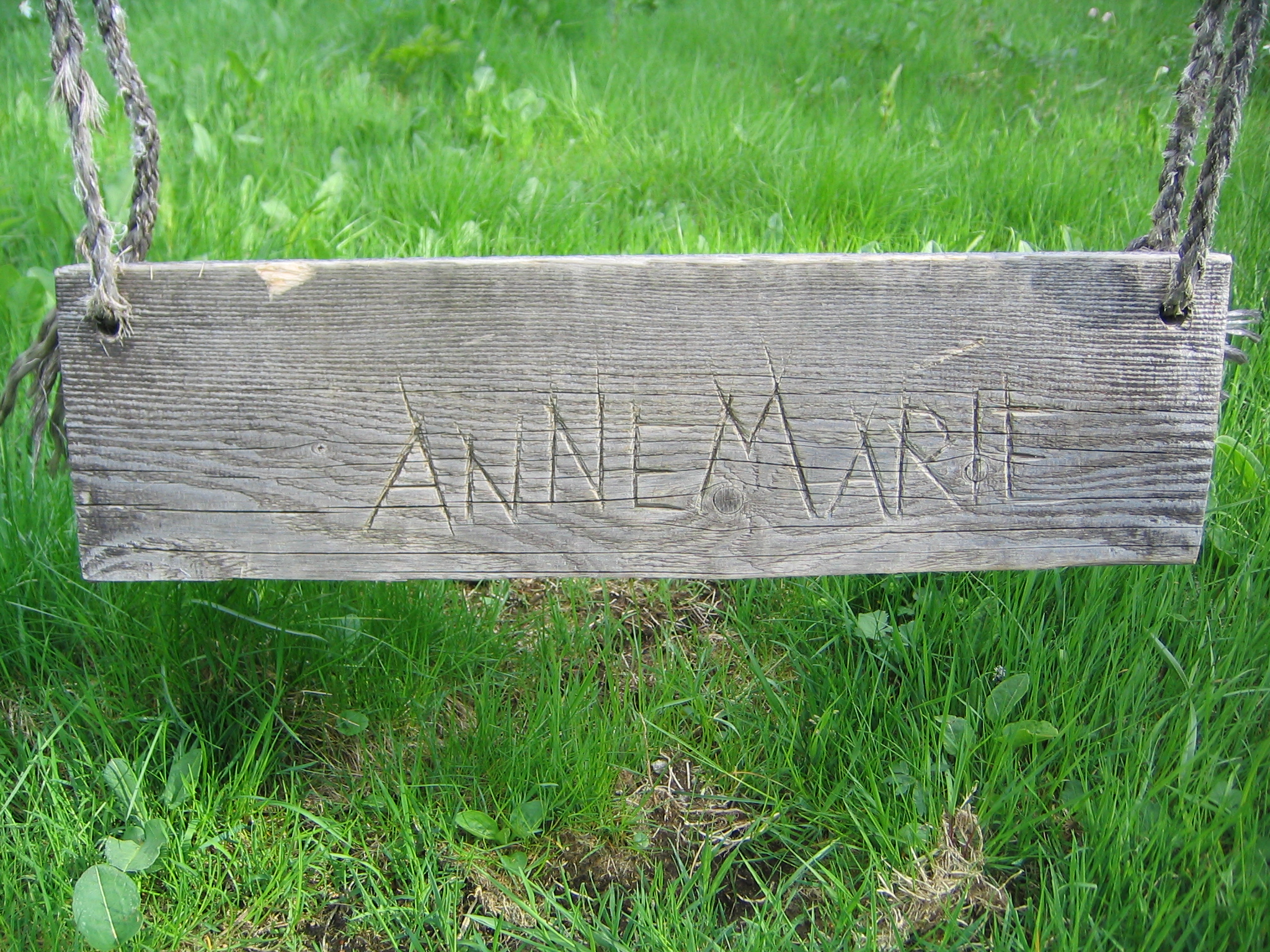
Annemarie

Annemarie ist ein weiblicher Vorname.

## Herkunft und Bedeutung
→ Hauptartikel: Anna bzw. Hanna und Maria
Der Name Annemarie ist eine Zusammensetzung der Namen Anna/Anne und Marie.
Es ist gut möglich, dass der Name seinen Ursprung in der christlichen Tradition hat und den Namen der Großmutter Jesu (Anna) und der Mutter Jesu (Maria) verbinden soll.

## Verbreitung
Der Name Annemarie war in Deutschland vor allem in den 1910er Jahren beliebt. Ab den 1930er Jahren sank die Beliebtheit erst langsam, dann immer stärker, bis er in den 1960er Jahren kaum noch vergeben wurde. In den 1980er Jahren erlebte der Name ein Revival, das vermutlich der ZDF-Verfilmung der Nesthäkchen-Reihe zu verdanken ist. In den 1990er Jahren sank die Popularität wieder.

## Varianten

### Zusammengeschriebene Varianten
- Annemaria
- Annmarie
- Annamaria
- Annamarie
- Annamari
- Annemarie

### Bindestrich-Namen
- Anne-Marie
- Anna-Maria
- Anna-Marie
- Ann-Marie

### Kurzformen
- Annemie
- Annemieke
- Amrei
- Annamirl
- Annmaj

## Namenstag
- 9. Juni: nach Anna-Maria Taigi
- 16. Juni: nach Anna-Maria Scherer

## Namensträgerinnen
- Annemarie Berté (1932–1995), österreichische Fernseh- und Radiosprecherin
- Annamirl Bierbichler (1946–2005), deutsche Schauspielerin
- Annemarie Brodhagen (* 1934), deutsche Fernsehansagerin und -moderatorin
- Annemarie Carpendale (* 1977), deutsche Fernsehmoderatorin
- Annemarie Cordes (1918–1998), deutsche Schauspielerin
- Annemarie Düringer (1925–2014),  Schweizer Schauspielerin
- Annemarie Eilfeld (* 1990), deutsche Sängerin und Songschreiberin
- Annemarie Färber (* 1943), deutsche Badmintonspielerin
- Annemarie Griesinger (1924–2012), deutsche Politikerin (CDU), Landesministerin
- Annemarie Huber-Hotz (1948–2019), Schweizer Politikerin, Bundeskanzlerin (2000–2007)
- Annemarie Hummel (* um 1930), deutsche Schauspielerin
- Annemarie Lindner (1920–2016), deutsche Unternehmerin und Mitgründerin der Börlind GmbH
- Annemarie Lorentzen (1921–2008), norwegische Politikerin und Botschafterin
- Annemarie Marks-Rocke (1901–2004), deutsche Schauspielerin, Schauspiellehrerin und Hörspielsprecherin
- Annemarie Mevissen (1914–2006), deutsche Politikerin (SPD)
- Annemarie Moser-Pröll (* 1953), österreichische Skifahrerin
- Annemarie Renger (1919–2008), deutsche Politikerin (SPD), Bundestagspräsidentin
- Annemarie Schimmel (1922–2003), deutsche Islamwissenschaftlerin
- Annemarie Schradiek (1907–1993), deutsche Schauspielerin
- Annemarie Schwarzenbach (1908–1942), Schweizer Schriftstellerin und Journalistin
- Annemarie Seemann (* 1942), deutsche Badmintonspielerin
- Annemarie Stauffer (* 1958), deutsche Kunsthistorikerin und Textilrestauratorin
- Annemarie Wendl (1914–2006), deutsche Schauspielerin

### Variante Anne-Marie
- Anne-Marie Blanc (1919–2009), Schweizer Schauspielerin und Rezitatorin
- Anne-Marie Bubke (* 1967), deutsche Film- und Theaterschauspielerin
- Anne-Marie von Dänemark (* 1946), ehemalige Königin Griechenlands
- Anne-Marie David (* 1952), französische Sängerin
- Anne-Marie Duff (* 1970), englische Schauspielerin und Preisträgerin des British Academy Film Award
- Anne-Marie Imafidon (* 1990), britisch-nigerianische Informatikerin und Sozialunternehmerin
- Anne-Marie Johnson (* 1960), US-amerikanische Schauspielerin
- Anne-Marie Lizin (1949–2015), belgische Politikerin der Parti Socialiste (PS)
- Anne-Marie Miéville (* 1945), Schweizer Schriftstellerin und Schauspielerin
- Anne-Marie Nicholson, bekannt als Anne-Marie (* 1991), englische Sängerin
- Anne-Marie Tausch (1925–1983), deutsche Psychologieprofessorin

### Variante Ann-Marie
- Ann-Marie Knauf (* 1992), deutsche Volleyballspielerin
- Ann-Marie MacDonald (* 1958), kanadische Autorin, Journalistin und Schauspielerin
- Ann-Marie Lillemor Stadig, bekannt als Mia Stadig (* 1966), schwedische Biathletin